# Герасимовка (Восточно-Казахстанская область)
Герасимовка (каз. Герасимовка) — село в Уланском районе Восточно-Казахстанской области Казахстана. Административный центр Толеген Тохтаровского сельского округа. Находится примерно в 11 км к северу от районного центра, посёлка Касыма Кайсенова. Код КАТО — 636275100.

## Население
В 1999 году население села составляло 1192 человека (562 мужчины и 630 женщин). По данным переписи 2009 года, в селе проживало 1328 человек (635 мужчин и 693 женщины).